# Batyjów
Batyjów (ukr. Батиїв, Batyjiw) – wieś na Ukrainie, w obwodzie lwowskim, w rejonie szeptyckim, w hromadzie Łopatyn. W 2021 roku liczyła 250 mieszkańców.
W latach 1946–1991 miejscowość nosiła nazwę Hruszky (ukr. Грушки).
W II Rzeczypospolitej do 1934 roku wieś stanowiła samodzielną gminę jednostkową w powiecie radziechowskim w woj. tarnopolskim. W związku z reformą scaleniową została 1 sierpnia 1934 roku włączona do nowo utworzonej wiejskiej gminy zbiorowej Laszków w tymże powiecie i województwie. Po wojnie wieś weszła w struktury administracyjne Związku Radzieckiego.
Do 2020 w rejonie radziechowskim.